# 秦真次
秦 真次（はた しんじ、1879年（明治12年）4月6日 - 1950年（昭和25年）2月24日）は、日本の陸軍軍人、神職。最終階級は陸軍中将。

## 経歴
旧小倉藩典医・秦真吾の長男として生まれる。豊津中学校、成城学校、陸軍幼年学校を経て、1900年（明治33年）11月、陸軍士官学校（12期）を卒業。翌年6月、歩兵少尉に任官し歩兵第46連隊付となる。
1904年（明治37年）2月、日露戦争に出征し、1905年（明治38年）8月、第1軍兵站監部副官となった。1909年（明治42年）12月、陸軍大学校（21期）を卒業し参謀本部員に就任。
1913年（大正2年）11月、歩兵少佐に昇進。1914年（大正3年）1月、オーストリア大使館付武官補佐官となり、オランダ公使館付武官、歩兵第70連隊大隊長などを経て、1918年（大正7年）7月、歩兵中佐に進級し歩兵第70連隊付となる。同年12月、陸軍兵器本廠付となり、初代陸軍省新聞班長を経て、1922年（大正11年）2月、歩兵大佐に昇進し歩兵第21連隊長に就任した。
1923年（大正12年）8月、第3師団参謀長に発令され、臨時東京警備参謀長、常設東京警備参謀長を歴任し、1926年（大正15年）3月、陸軍少将に進級し歩兵第15旅団長となった。
1927年（昭和2年）7月、陸大教官に就任し、関東軍司令部付（奉天特務機関長）、第9師団司令部付、第14師団司令部付を経て、1931年（昭和6年）8月、陸軍中将に進み東京湾要塞司令官に着任。
1931年10月、兵器本廠付（陸軍次官補佐）となり、憲兵司令官を経て、1934年（昭和9年）8月、第2師団長に親補された。1935年（昭和10年）8月に待命、翌月、予備役に編入された。
1937年（昭和12年）4月、神宮皇學館研究生となり、後に神職となった。
1947年（昭和22年）11月28日、公職追放仮指定を受けた。

## 栄典
位階
- 1901年（明治34年）10月10日 - 正八位[6]
- 1910年（明治43年）9月30日 - 従六位[7]
- 1935年（昭和10年）9月26日 - 従三位[8]

勲章等
- 1929年（昭和4年）1月30日 - 勲二等瑞宝章[9]
- 1940年（昭和15年）8月15日 - 紀元二千六百年祝典記念章[10]